# 真城ホールディングス
株式会社真城ホールディングス（ましろホールディングス）は、名古屋市東区に本社を置く企業。パチンコホールのチェーン事業などを展開する。

## 概要
1955年にパチンコ部品製造業として創業し、1968年に法人化。チューリップの開発などを行う。
1983年よりパチンコホール経営を開始。「プレイランドキャッスル」の店名で主に愛知県で店舗を展開。
パチンコホールのほか温浴事業や飲食事業も行っており、3事業を1か所に集めた複合施設「キャッスルタウン」も運営している。

## 店舗

### パチンコ
- プレイランドキャッスル上社店
- プレイランドキャッスル記念橋南店（キャッスルタウン記念橋）
- プレイランドキャッスル尾頭橋店
- プレイランドキャッスル熱田店
- プレイランドキャッスルワンダー店
- プレイランドキャッスル大曽根店（キャッスルタウン大曽根）
- プレイランドキャッスル知多店
- プレイランドキャッスル天白店
- プレイランドキャッスル大垣店（キャッスルタウン大垣）
- プレイランドキャッスル東郷店
- プレイランドキャッスル小牧店
- プレイランドキャッスル知多にしの台店
- プレイランドキャッスル知多東海店
- プレイランドキャッスル春日井店

### 温泉
- 天然温泉アーバンクア（キャッスルタウン記念橋）
- 大曽根温泉 湯の城（キャッスルタウン大曽根）
- 大垣温泉 湯の城（キャッスルタウン大垣）

### 飲食
- シーズダイニング記念橋店（キャッスルタウン記念橋）
- シーズダイニングワンダー店
- シーズダイニング天白店

## 沿革
- 1955年（昭和30年）1月 - 真城商会（パチンコ部品製造）を創業[1]。
- 1968年（昭和43年）10月 - 株式会社真城商会を設立[1]。
- 1983年（昭和58年）12月 - プレイランドキャッスル上社店を開設し、ホール経営を開始[1]
- 1985年（昭和60年）10月 - プレイランドキャッスル記念橋南店を開設[1]。
- 1987年（昭和62年）3月 - 株式会社真城に商号変更[1]。
- 1995年（平成7年）4月 - プレイランドキャッスル尾頭橋店を開設[1]。
- 1997年（平成9年）12月 - 天然温泉アーバンクアを開設し、プレイランドキャッスル記念橋南店が複合施設となる[1]。
- 2001年（平成13年）10月 - 遊技機部品開発部門を株式会社MRDに分社[1]。
- 2003年（平成15年）12月 - プレイランドキャッスル熱田店を開設[1]。
- 2005年（平成17年）12月 - プレイランドキャッスル記念橋南店が大型化し、キャッスルタウン記念橋となる[1]。
- 2006年（平成18年）9月 - プレイランドキャッスルワンダー店を開設[1]。
- 2008年（平成20年）11月 - グループ統括会社として株式会社真城ホールディングスを設立[1]。
- 2010年（平成22年）12月 - キャッスルタウン大曽根（プレイランドキャッスル大曽根店、大曽根温泉 湯の城）を開設。
- 2012年（平成24年）12月 - 飲食事業を開始。
- 2013年（平成25年）4月 - プレイランドキャッスル知多店を開設。
- 2015年（平成27年）7月 - プレイランドキャッスル天白店を開設。
- 2016年（平成28年）
  - 3月 - プレイランドキャッスル大垣店を開設。
  - 8月 - 大垣天然温泉 湯の城を開設しプレイランドキャッスル大垣店が複合施設（キャッスルタウン大垣）となる。
- 2019年（平成31年）
  - 2月 - 豊岡商事の2店舗（マルマン東郷店、マルマン小牧店）の事業を継承[2]。東郷店は改装のため休業し、小牧店はそのまま営業。
  - 4月 - プレイランドキャッスル東郷店を開設。
- 2020年（令和2年）
  - 6月 - マルマン小牧店がプレイランドキャッスル小牧店にリニューアル。
  - 8月 - プレイランドキャッスル知多にしの台店を開設。
- 2021年（令和3年）10月 - プレイランドキャッスル知多東海店を開設。

## イメージキャラクター
- 川村茉由（2012年7月 - 2014年6月）
- 三宅沙也加（2014年7月 - 2017年3月）
- 鍋谷真子（2017年4月 - 2019年4月）
- 加藤凪海（2019年5月 - 2021年3月）
- 恋（2021年4月 - 2024年3月）
- 吉沢朱音（2024年3月 - ）

## 関連企業
- 株式会社真城
- 株式会社TYKサービス
- 豊田温泉開発株式会社